# KeePass
KeePass Password Safe — вільна програма для зберігання паролів, що розповсюджується по ліцензії GPL. Програма розроблена Домініком Райхлом для операційної системи Windows. KeePass підтримує алгоритми Advanced Encryption Standard (AES (256-біт), Rijndael) та Twofish для шифрування паролів своїх баз даних. Програма перекладена більш ніж 40 мовами, у тому числі українською. KeePass має портативну версію програми, яку не треба встановлювати. Експорт у формати TXT, HTML, XML и CSV, а також імпорт із великої кількості різних форматів.

## Огляд

### Управління паролями
Паролі, що зберігаються цим застосунком, можуть у подальшому поділятися на керовані групи. Кожна група може мати визначальну піктограму. Групи можуть поділятися далі на підгрупи у деревоподібній організації.
Крім того, KeePass відстежує час створення, змін, останнього доступу та закінчення кожного збереженого пароля. Файли можуть прикріплюватися та зберігатися з записом пароля, чи текстові примітки можуть вводитися з подробицями пароля. Кожен запис пароля також може мати пов'язану піктограму.

### Імпорт і експорт
Список паролів може експортуватися в різні формати, як-от TXT, HTML, XML і CSV. Виведення XML може використовуватися в інших застосунках і переімпортуватися в KeePass з використанням плаґіну. Виведення CSV сумісне з багатьма іншими сховищами паролів на кшталт комерційних із закритим кодом Password Keeper і Password Agent. Також CSV можуть імпортуватися табличними застосунками, як-от Microsoft Excel або OpenOffice / LibreOffice Calc. Експорт із таких програм може імпортуватися в бази даних KeePass. KeePass може розбирати й імпортувати TXT-виведення CodeWalletPro, комерційного сховища паролів із закритим кодом. Він може імпортувати файли TXT, створені Password Safe v2 Брюса Шнайєра.
Підтримка форматів файлів може бути розширена через використання плаґінів KeePass.

### Багатокористувацька підтримка
Keepass підтримує одночасний доступ і зміни до спільного файлу паролів багатьма комп'ютерами (часто з використанням спільного мережевого носія), проте, це не забезпечує доступ на рівні групи чи запису. Станом на травень 2014 року відсутні плаґіни, які б передбачали багатокористувацьку підтримку, але існують пропрієтарні сервери паролів (Pleasant Password Server), які сумісні з клієнтом KeePass.

### Автоматичне введення, глобальні гарячі клавіші та «drag-and-drop»

Приклад функції автоматичного введення KeePass, яка спрацьовує за гарячою клавішею

KeePass може згортатися та вводити інформацію з поточного обраного запису в діалогові вікна, вебформи та ін. KeePass має глобальні гарячі клавіші автоматичного введення. Коли KeePass працює в фоні (з відкритою базою даних) і користувач натискає гарячу клавішу, він шукає правильний запис і виконує послідовність автоматичного введення. Всі поля, заголовок, ім'я користувача, пароль, URL можуть бути перетягнуті до інших вікон.
Обробка буферу обміну Windows дозволяє подвійним натисканням на будь-якому полі списку паролів копіювати його значення до буферу обміну Windows. KeePass може чистити буфер обміну автоматично за деякий час після копіювання користувачем одного з паролів. KeePass пропонує захист проти моніторів буферу обміну (інші застосунки не отримуватимуть сповіщень про зміну вмісту буферу обміну).
Він мав функціональність одноразової вставки: дозволяв лише одну операцію вставки, після якої KeePass автоматично очищав буфер обміну, але це було вилучено у версії 2.x через несумісність і недостатню ефективність.

### Підтримка браузерів
Функціональність автоматичного введення працює з усіма вікнами, а отже, з усіма браузерами. Розширення KeeForm дозволяє користувачам відкривати вебсайти в Internet Explorer і Mozilla Firefox і автоматично заповнювати користувацькі дані. Для Internet Explorer також доступна вбудована панель інструментів.
Для Firefox існує інше розширення під назвою KeeFox, яке з'єднується з KeePass, коли користувач потребує з нього доступу до паролів.

### Вбудований генератор паролів

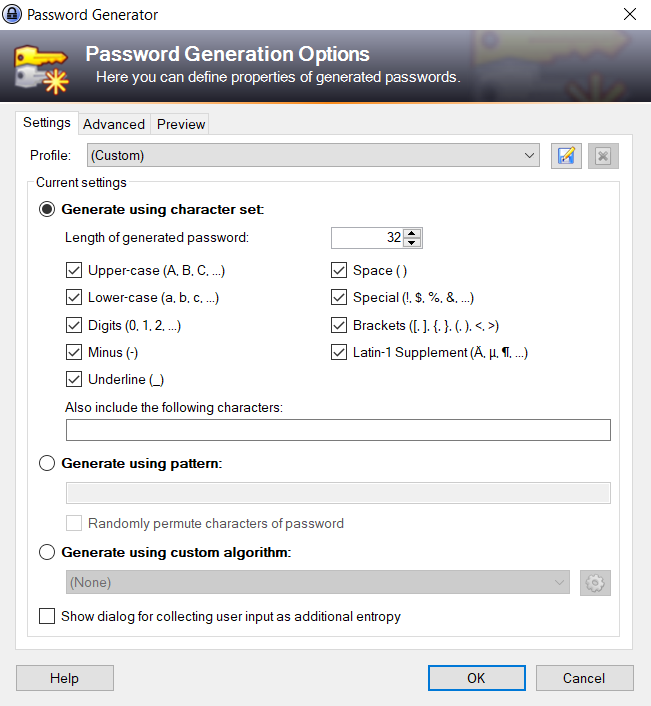
Користувацький інтерфейс генератора паролів

KeePass пропонує вбудований генератор паролів, який генерує випадкові паролі. Випадкове зерно може здійснюватися через користувацьке введення (переміщення миші та довільне клавіатурне введення).

### Плаґіни
KeePass має архітектуру плаґінів. Різноманітні плаґіни доступні на вебсайті KeePass (як-от імпорт-експорт з / до різних файлових форматів, резервне копіювання бази даних, інтеграція й автоматизація та ні.). Варто зауважити, що плаґіни можуть компрометувати безпеку KeePass, оскільки вони написані незалежними авторами та мають повний доступ до бази даних KeePass.

## Версії KeePass
Windows версія KeePass в даний момент розвивається у двох напрямках, Classic Edition і Professional Edition.
1.x Classic Edition — полегшена версія. Остання збірка — 1.29 (3 квітня 2015).
2.x Professional Edition — більш функціональна версія, є кросплатформенною, працює без перекомпіляції в ОС Windows, Mac OS X і Linux, але вимагає для своєї роботи .NET Framework версії не нижче 2.0 або Mono версії не нижче 2.6. Остання збірка — 2.34 (11 червня 2016).
Також існують різні версії та форки програми, такі як мобільні версії для Android (KeePassDroid,  KeePass2Android та ін.), iOS (MiniKeePass, iKeePass та ін.), BlackBerry (KeePassB та ін.) та Windows Phone (7Pass та 8Pass) , вебверсія BrowsePass, форк KeePassX для Linux, форк KeePassX, написаний на C++.

## Уразливості
В травні 2023 року, з'явилися повідомлення, що дослідники у сфері кібербезпеки розробили експлойт для «витягування» майстер-пароля, що захищає всі дані в популярному у Windows-користувачів менеджері паролів KeePass. Уразливість виявлено у версії софта KeePass 2.x для Windows. Пролом дає змогу витягти майстер-пароль із дампа пам'яті у вигляді простого тексту. Причому вразливість під ідентифікатором CVE-2023-32784 можливо задіяти навіть на заблокованих робочих місцях. Уразливість криється в механізмі роботи менеджера паролів. Програма створює спеціальне текстове поле, яке використовується для введення пароля, і залишає в пам'яті текстовий рядок для кожного виділеного символу. Через принцип роботи .NET практично неможливо позбутися цих «хвостів». Вразливість було усунуто в версії 2.54 KeePass.

## Підробки
У мережі Інтернет якийсь час існував шахрайський сайт http://keepass.de та https://keepass.to/[джерело?] [Архівовано 17 грудня 2014 у Wayback Machine.], що не мав жодного стосунку до автора програми і намагався торгувати безкоштовною програмою.